# Cusco 2000
Cusco 2000 es un álbum de Música New Age de la agrupación alemana Cusco, lanzado en 1992.
Este álbum fue hecho para la serie de televisión Sielmann 2000. La música de este álbum combina estilos clásicos, melodías eufóricas, ritmos antiguos de Europa con flautas peruanas.

## Pistas
1. Islands Of The Galapagos – 3:52
2. South America – 3:25
3. North Easter – 3:46
4. Rift Valley – 4:53
5. Dark Fascination – 3:41
6. Canada - Last Paradise – 4:49
7. Serengeti – 3:20
8. Rhythm Of The Wilderness – 4:18
9. Africa - Afrika – 4:04
10. Flying Condor – 5:21

- Datos: Q8352748